# Loxosomella zima
Loxosomella zima är en bägardjursart som beskrevs av Ernst Marcus 1968. Loxosomella zima ingår i släktet Loxosomella och familjen Loxosomatidae. Inga underarter finns listade i Catalogue of Life.